# Liste der Pfarren im Dekanat Mistelbach-Pirawarth
Das Dekanat Mistelbach-Pirawarth ist ein Dekanat im Vikariat Unter dem Manhartsberg der römisch-katholischen Erzdiözese Wien.

## Pfarren mit Kirchengebäuden und Kapellen
| Pfarre            | Pfarrverband               | Ink.                | Seit                | Patrozinium                     | Kirchengebäude und Kapellen |                               |
| ----------------- | -------------------------- | ------------------- | ------------------- | ------------------------------- | --- | ----------------------------- |
| Bad Pirawarth     | An der Brünnerstraße Mitte |                     | 1560                | Hll. Barbara und Agatha         | Pfarrkirche Bad Pirawarth Kapelle im Pfarrhof Bad Pirawarth | Pfarrkirche Bad Pirawarth     |
| Bullendorf        | Rund um Mistelbach         |                     | 1971                | Maria Königin                   | Pfarrkirche Bullendorf | Pfarrkirche Bullendorf        |
| Eibesthal         | Rund um Mistelbach         |                     | 1661                | Hl. Markus                      | Pfarrkirche Eibesthal Kapelle Hl. Rochus | Pfarrkirche Eibesthal         |
| Frättingsdorf     | Rund um Mistelbach         |                     | 1949                | Zu den Sieben Schmerzen Mariens | Pfarrkirche Frättingsdorf | Pfarrkirche Frättingsdorf     |
| Gaweinstal        | An der Brünnerstraße Mitte | Schottenstift (OSB) | vermutlich vor 1200 | Hl. Georg                       | Pfarrkirche Gaweinstal | Pfarrkirche Gaweinstal        |
| Groß-Schweinbarth | An der Brünnerstraße Mitte |                     | 1560                | Hl. Martin                      | Pfarrkirche Groß-Schweinbarth | Pfarrkirche groß-Schweinbarth |
| Hohenruppersdorf  |                            |                     | 1347                | Hl. Kreuz                       | Pfarrkirche Hohenruppersdorf | Pfarrkirche Hohenruppersdorf  |
| Höbersbrunn       | An der Brünnerstraße Mitte | Schottenstift (OSB) | 1783                | Hl. Laurentius Diakon           | Pfarrkirche Höbersbrunn | Pfarrkirche Höbersbrunn       |
| Hörersdorf        | Rund um Mistelbach         |                     | 1661                | Hl. Oswald                      | Pfarrkirche Hörersdorf | Pfarrkirche Hörersdorf        |
| Hüttendorf        | Rund um Mistelbach         |                     | 1783                | Hl. Barbara                     | Pfarrkirche Hüttendorf | Pfarrkirche Hüttendorf        |
| Kettlasbrunn      | Rund um Mistelbach         |                     | vor 1600            | Hl. Sebastian                   | Pfarrkirche Kettlasbrunn | Pfarrkirche Kettlasbrunn      |
| Kleinharras       | An der Brünnerstraße Mitte |                     | 1944                | Hll. Philipp und Jakob          | Pfarrkirche Kleinharras | Pfarrkirche Kleinharras       |
| Martinsdorf       |                            |                     | 1783                | Hl. Martin                      | Pfarrkirche Martinsdorf Pestkapelle Martinsdorf | Pfarrkirche Martinsdorf       |
| Mistelbach        | Rund um Mistelbach         | Salvatorianer (SDS) | um 1050             | Hl. Martin                      | Pfarrkirche Mistelbach Filialkirche Lanzendorf (Mistelbach), Filialkirche Maria Rast, Kapelle in Ebendorf, Kapelle im Landesklinikum Weinviertel Mistelbach, Kapelle im Landespensionisten- und -pflegeheim Mistelbach, Kapelle im Salvatorianer Kolleg Mistelbach | Pfarrkirche Mistelbach        |
| Niedersulz        | An der Brünnerstraße Mitte |                     | vor 1200            | Hl. Johannes der Täufer         | Pfarrkirche Niedersulz Kapelle in Erdpreß | Pfarrkirche Niedersolz        |
| Obersulz          | An der Brünnerstraße Mitte |                     | 1235                | Hl. Martin                      | Pfarrkirche Obersulz Filialkirche Blumenthal | Pfarrkirche Obersulz          |
| Paasdorf          | Rund um Mistelbach         |                     | 1661                | Hl. Ägid                        | Pfarrkirche Paasdorf | Pfarrkirche Paasdorf          |
| Pellendorf        | An der Brünnerstraße Mitte |                     | 1760                | Hl. Katharina                   | Pfarrkirche Pellendorf Kirche in Atzelsdorf | Pfarrkirche Pellendorf        |
| Schrick           | An der Brünnerstraße Mitte |                     | 1661                | Hl. Margareta                   | Pfarrkirche Schrick | Pfarrkirche Schrick           |
| Siebenhirten      | Rund um Mistelbach         |                     | 1784                | Hl. Rochus                      | Pfarrkirche Siebenhirten | Pfarrkirche Siebenhirten      |
| Wilfersdorf       | Rund um Mistelbach         |                     | 1661                | Hl. Nikolaus                    | Pfarrkirche Wilfersdorf Kirche in Hobersdorf | Pfarrkirche Wilfersdorf       |

## Dekanat Mistelbach-Pirawarth
Das Dekanat umfasst 21 Pfarren im Weinviertel im nördlichen Niederösterreich mit rund 18.500 Katholiken.
Diözesaner Entwicklungsprozess
Am 29. November 2015 wurden für alle Pfarren der Erzdiözese Wien Entwicklungsräume definiert. Die Pfarren sollen in den Entwicklungsräumen stärker zusammenarbeiten, Pfarrverbände oder Seelsorgeräume bilden. Am Ende des Prozesses sollen aus den Entwicklungsräumen neue Pfarren entstehen. Im Dekanat Mistelbach-Pirawarth wurden folgende Entwicklungsräume festgelegt:
- Bullendorf, Eibesthal, Frättingsdorf, Hörersdorf, Hüttendorf,  Kettlasbrunn, Mistelbach, Paasdorf, Siebenhirten und Wilfersdorf
- Bad Pirawarth, Gaweinstal, Groß-Schweinbarth, Höbersbrunn, Hohenruppersdorf, Kleinharras, Martinsdorf, Niedersulz, Obersulz, Pellendorf und Schrick

## Dechanten
- seit 2003 Ernst Steindl, Pfarrer in Wilfersdorf und Kettlasbrunn[2]